# Gîte du Piton des Neiges
Le gîte du Piton des Neiges, ou parfois gîte de la caverne Dufour, est un refuge de montagne de l'île de La Réunion, département et région d'outre-mer français dans le sud-ouest de l'océan Indien. Situé près de la caverne Dufour à 2 470 mètres d'altitude dans le massif du Piton des Neiges, il relève du territoire de la commune de Saint-Benoît et du cœur du parc national de La Réunion. D'une capacité de 48 lits, il accueille surtout des randonneurs, en particulier ceux qui sont désireux de voir le piton des Neiges, le point culminant de l'île. Le gîte est desservi par le GR R1, un sentier de grande randonnée qui croise à peu de distance de là un autre sentier similaire, le GR R2.